# CLDN19
CLDN19 (англ. Claudin 19) – білок, який кодується однойменним геном, розташованим у людей на короткому плечі 1-ї хромосоми.  Довжина поліпептидного ланцюга білка становить 224 амінокислот, а молекулярна маса — 23 229.
| 10         |  | 20         |  | 30         |  | 40         |  | 50         |
| ---------- |  | ---------- |  | ---------- |  | ---------- |  | ---------- |
| MANSGLQLLG |  | YFLALGGWVG |  | IIASTALPQW |  | KQSSYAGDAI |  | ITAVGLYEGL |
| WMSCASQSTG |  | QVQCKLYDSL |  | LALDGHIQSA |  | RALMVVAVLL |  | GFVAMVLSVV |
| GMKCTRVGDS |  | NPIAKGRVAI |  | AGGALFILAG |  | LCTLTAVSWY |  | ATLVTQEFFN |
| PSTPVNARYE |  | FGPALFVGWA |  | SAGLAVLGGS |  | FLCCTCPEPE |  | RPNSSPQPYR |
| PGPSAAAREP |  | VVKLPASAKG |  | PLGV       |  |            |  |            |

A: Аланін

C: Цистеїн

D: Аспарагінова кислота

E: Глутамінова кислота

F: Фенілаланін

G: Гліцин

H: Гістидин

I: Ізолейцин

K: Лізин

L: Лейцин

M: Метіонін

N: Аспарагін

P: Пролін

Q: Глутамін

R: Аргінін

S: Серин

T: Треонін

V: Валін

W: Триптофан

Задіяний у такому біологічному процесі як альтернативний сплайсинг. 
Білок має сайт для зв'язування з іоном магнію. 
Локалізований у клітинній мембрані, мембрані, клітинних контактах, щільних контактах.